# جون إدغار فولر
جون إدغار فولر (بالإنجليزية: John Edgar Fowler)‏ هو محامي وسياسي أمريكي، ولد في 8 سبتمبر 1866 في الولايات المتحدة، وتوفي في 4 يوليو 1930 في نفس البلد. حزبياً، نشط في حزب الشعب. وقد انتخب عضو مجلس النواب الأمريكي.